# Calycogonium rubens
Calycogonium rubens är en tvåhjärtbladig växtart som beskrevs av Attila L. Borhidi. Calycogonium rubens ingår i släktet Calycogonium och familjen Melastomataceae. Inga underarter finns listade i Catalogue of Life.